# Campylopus atlanticus
Campylopus atlanticus är en bladmossart som beskrevs av Bruce H. Allen 1990. Campylopus atlanticus ingår i släktet nervmossor, och familjen Dicranaceae. Inga underarter finns listade i Catalogue of Life.